# Thyrosticta incerta
Thyrosticta incerta är en fjärilsart som beskrevs av Griveaud 1964. Thyrosticta incerta ingår i släktet Thyrosticta och familjen björnspinnare. Inga underarter finns listade i Catalogue of Life.